# Ruptura uterina
La ruptura o rotura uterina es la solución de continuidad no quirúrgica del útero, que ocurre por encima del cuello y en gestaciones avanzadas, porque habitualmente las del cuello reciben el nombre de desgarros y las del cuerpo, que se producen en gestaciones pequeñas, se denominan perforaciones uterinas. Es una complicación muy grave y se acompaña de alta mortalidad materna y perinatal.

## Frecuencia
Su frecuencia es muy variable, posiblemente por las diferencias entre los partos realizados en instituciones, los domiciliarios y los de áreas rurales. Algunos autores reportan 1 rotura espontánea cada 2 000 nacimientos, mientras que otros plantean frecuencias de 8 por 1 000 nacimientos en países africanos.

## Clasificación
Las roturas se clasifican de la forma siguiente:
- Según su causa: traumática y espontánea.
- Según su localización: en segmento inferior o cuerpo.
- Según su grado: completas e incompletas.
- Según el momento: durante el embarazo o el parto.

## Factores de riesgo
- Ginecológicos:

- - Multiparidad.
  - Embarazo múltiple.
  - Anomalías y tumores del útero.
  - Legrados uterinos.
  - Cicatrices uterinas.

- Relacionados con la atención obstétrica:

- - Seguimiento inadecuado del trabajo de parto, particularmente en pelvis estrechas.
  - Macrosomía fetal subvalorada.
  - Instrumentaciones no adecuadas.
  - Uso inadecuado de oxitocina.
  - Maniobra de Kristeller, entre otros.[1]

## Cuadro clínico
Generalmente se trata de una paciente con las características siguientes:
- Multípara intranquila, excitada o agotada por un trabajo de parto prolongado, y pueden existir relaciones cefalopélvicas estrechas, desproporción no diagnosticada, presentación viciosa mal evaluada o uso de oxitocina para inducción o conducción.
- Contracciones enérgicas o polisistolia que no se corresponden con el progreso de la presentación.
- Dolor intenso o abdomen con sensibilidad generalizada, sobre todo en el segmento inferior, lo que dificulta la exploración.
- En el examen físico se puede hallar:

- -     - Distensión marcada del segmento inferior con ascenso del anillo de Bandl, que puede llegar al ombligo (signo de Bandl).
    - Los ligamentos redondos se ponen en tensión y parecen cuerdas que tiran del segmento (signo de Frommel).
    - El útero a veces semeja un reloj de arena.
    - En el tacto vaginal puede apreciarse el cuello alto tirando de la vagina y engrosado, y cuando la causa determinante es la estrechez pélvica o desproporción, puede verse la bolsa serosanguínea que puede llegar a la vulva, cuando todavía la cabeza está alta. Este cuadro puede acompañarse de hematuria.

Rotura uterina consumada. Después de los síntomas y signos que se observan en la inminencia de rotura uterina antes descrita, en el clímax de una contracción enérgica, la paciente se queja de dolor agudo y cortante en el abdomen inferior y, a menudo, puede sentir que "algo se ha roto" dentro de ella.
Inmediatamente cesan las contracciones uterinas y la madre que estaba ansiosa, excitada y con dolor agudo, experimenta ahora un gran alivio.
En ese momento puede sentir movimientos fetales muy activos que al morir el feto cesan totalmente. Como consecuencia de la rotura, aparece un sangramiento vaginal rojo radiante que puede no ser muy intenso, porque la mayor cantidad de sangre está en la cavidad peritoneal, y por eso llama la atención el mal estado de la paciente que no se corresponde con el aparente escaso sangramiento.
Las partes fetales se palpan con mucha facilidad porque el feto puede estar totalmente libre en la cavidad peritoneal. Por eso también la presentación que se había observado en el canal pélvico, asciende al salir el feto hacia la cavidad peritoneal. El foco fetal es negativo.

## Diagnóstico diferencial
- Placenta previa
- Desprendimiento prematuro de placenta
- Rotura del seno marginal de la placenta

## Tratamiento
Profiláctico: La mayoría de las roturas uterinas pueden evitarse con las medidas siguientes:
- Buena atención prenatal y pensar en el riesgo de rotura en pacientes con los factores que planteamos con anterioridad para remitirlas con tiempo a un centro con recursos adecuados.
- Particularmente las pacientes con cesárea anterior deben ser ingresadas antes del término de la gestación.
- Buen trabajo obstétrico con diagnóstico oportuno de presentaciones viciosas, pelvis estrechas y realización de maniobras e instrumentaciones cuando estén estrictamente indicadas.
- Usar oxitócicos con precaución y correcto seguimiento.

En el momento del cuadro de inminencia de rotura:
- Detener las contracciones con tocolíticos.
- Retirar la oxitocina.
- Están contraindicadas las maniobras e instrumentaciones.
- La anestesia general que se administra para dar solución definitiva al caso ayuda a la detención de la actividad uterina.

Ya producida la rotura uterina:
- Tratamiento del shock oligohémico.
- Laparotomía urgente, casi siempre, para histerectomía total. Se recomienda ligadura de las arterias hipogástricas complementarias.
- En mujeres jóvenes o sin hijos puede realizarse histerorrafia, si la rotura se produjo por dehiscencia de una cicatriz de cesárea o es una rotura de bordes muy regulares, que permite una buena reparación y hemostasia.